# Tachyporus obtusus
Tachyporus obtusus är en skalbaggsart som först beskrevs av Carl von Linné 1767.  Tachyporus obtusus ingår i släktet Tachyporus, och familjen kortvingar. Arten är reproducerande i Sverige.

## Bildgalleri

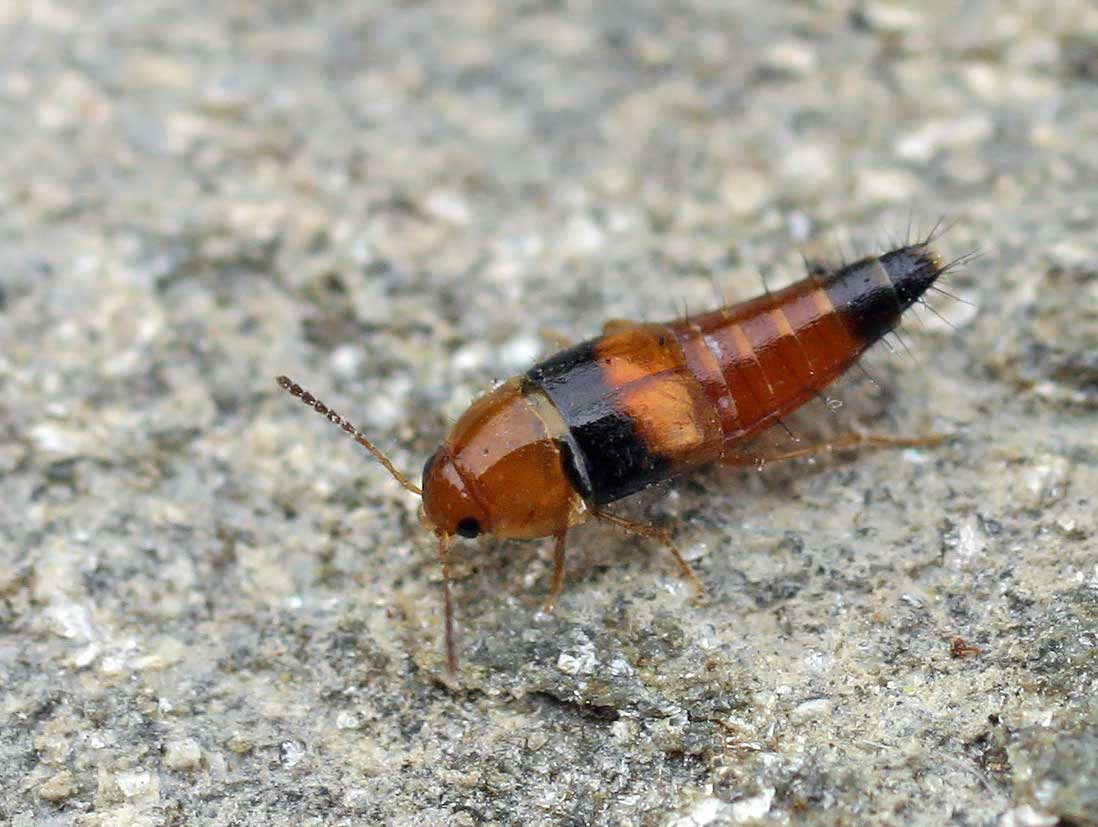
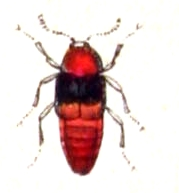